# Bulzeștii de Jos
Bulzeștii de Jos – wieś w Rumunii, w okręgu Hunedoara, w gminie Bulzeștii de Sus. W 2011 roku liczyła 81 mieszkańców.